# 弘前市立裾野小学校
弘前市立裾野小学校（ひろさきしりつ すそのしょうがっこう）は、青森県弘前市大字十面沢にある公立小学校。2022年（令和4年）度の児童数は67名

## 沿革
- 2016年（平成28年）
  - 4月1日 - 修斉小学校、草薙小学校が統合し創立。
  - 11月12日 - 開校式挙行[2]。

## 教育目標
「笑顔あふれる裾野っ子」
- かしこく（知）
- やさしく（徳）
- たくましく（体）

## 学区
貝沢、大森、十面沢、十腰内。

## 周辺
- 体育文化交流センター - 敷地が隣接
- 青森県道31号弘前鯵ヶ沢線

## 交通
- 弘南バス「裾野中学校前」バス停下車後、
  - 天長園・鯵ヶ沢行のりばから、徒歩約320m・約5分。
  - 弘前駅前・聖愛高校行のりばから、徒歩約320m・約5分。
    - 高杉・鬼沢経由 弘前 - 十腰内・鰺ヶ沢線
    - 楢の木・糠坪経由 十腰内 - 弘前駅線
    - 鰺ヶ沢 → 聖愛高校線（平日登校日朝の高校行のみ運行）
- なお、2018年10月1日に三世寺経由 弘前 - 十腰内線の板柳案内所から天長園前までの区間が廃止[4]された。